# Santa Refugio
Santa Refugio är en ort i Mexiko.   Den ligger i kommunen Culiacán och delstaten Sinaloa, i den centrala delen av landet, 1 000 km nordväst om huvudstaden Mexico City. Santa Refugio ligger 35 meter över havet och antalet invånare är 279.
Terrängen runt Santa Refugio är huvudsakligen platt, men åt nordost är den kuperad. Runt Santa Refugio är det ganska tätbefolkat, med 155 invånare per kvadratkilometer. Närmaste större samhälle är El Rosario, 5,8 km väster om Santa Refugio. Omgivningarna runt Santa Refugio är en mosaik av jordbruksmark och naturlig växtlighet.